# Hassane Kounou
Pour les articles homonymes, voir Kounou (homonymie).
Hassane Kounou, né le 7 avril 1949 à Dosso (Niger) et mort le 8 septembre 2018 à Paris (France), est un homme politique et diplomate nigérien.

## Biographie
Kounou travaille comme enseignant et directeur d'école et comme préfet dans l'administration publique. En 1992, il cofonde le parti Alliance nigérienne pour la démocratie et le progrès-Zaman Lahiya (ANDP-Zaman Lahiya). Konou est chef du président de l'ANDP Adamou Moumouni Djermakoye lorsque celui-ci officie comme président de l'Assemblée nationale de 1993 à 1994. De 2011 à 2013, Kounou est ministre de la Jeunesse, des Sports et de la Culture au sein du gouvernement Brigi Rafini sous la présidence de Mahamadou Issoufou. On lui reproche d'avoir alloué une grande partie d'un fonds public pour la culture à d'autres membres de son parti.
En 2014, Kounou devient ambassadeur du Niger au Sénégal. Il tombe gravement malade et est pris en charge dans un hôpital français en 2017.
Kounou meurt à Paris en septembre 2018, laissant derrière lui ses deux épouses et ses huit enfants. Il est inhumé au cimetière musulman de Yantala à Niamey.
Konou est fait commandeur de l'ordre du Mérite du Niger à titre posthume.